# کتابخانه دانشگاه ییل

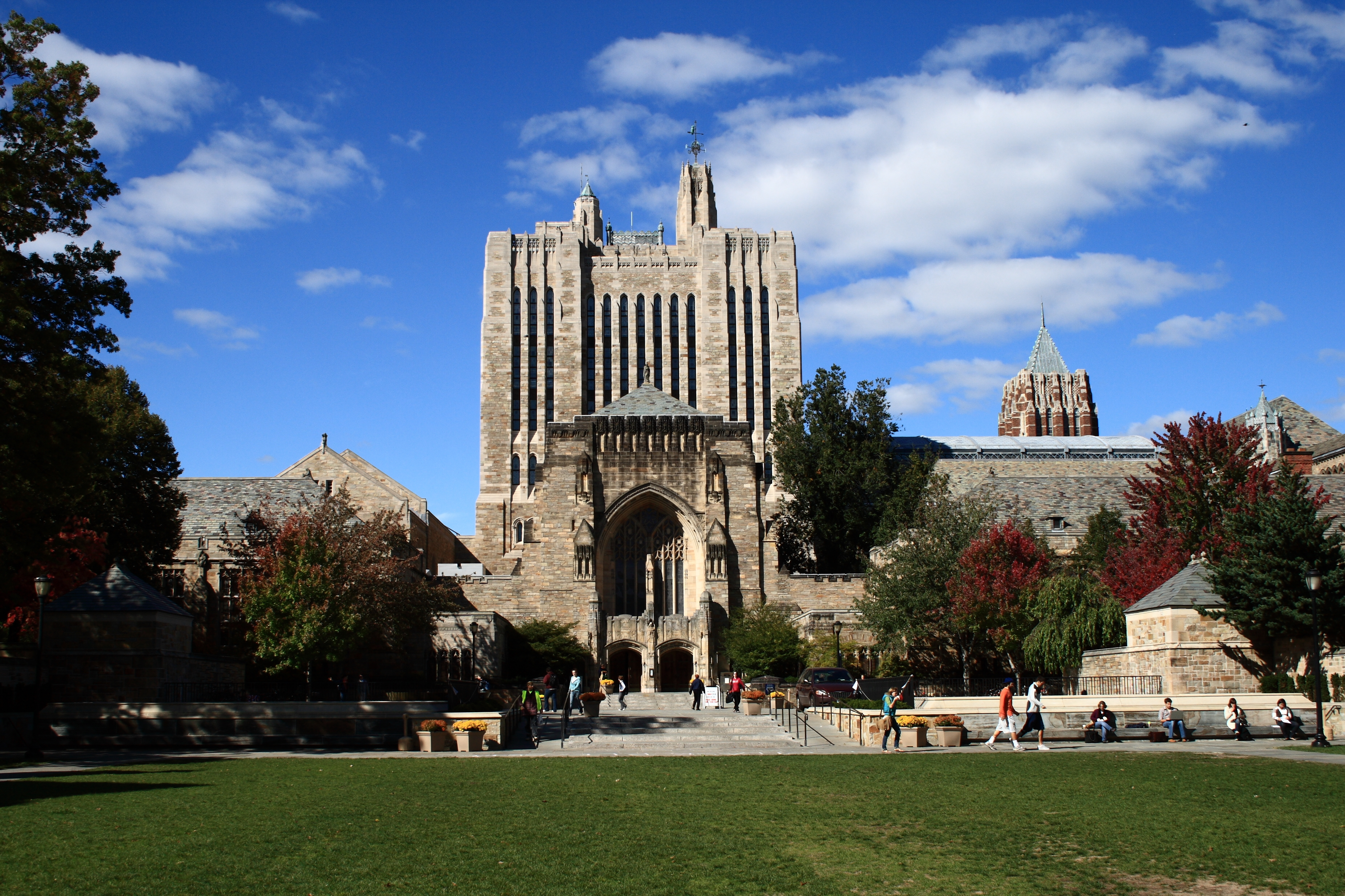

کتابخانه دانشگاه ییل (به انگلیسی: Yale University Library) نام یک سامانه کتابخانه‌ای در آمریکا است. این مؤسسه متعلق به دانشگاه ییل است.
سیستم کتابخانه این دانشگاه با بیش از دوازده میلیون عنوان کتاب در زمره بزرگترین مخازن کتب کشور آمریکا محسوب می‌شود.

## نگارخانه

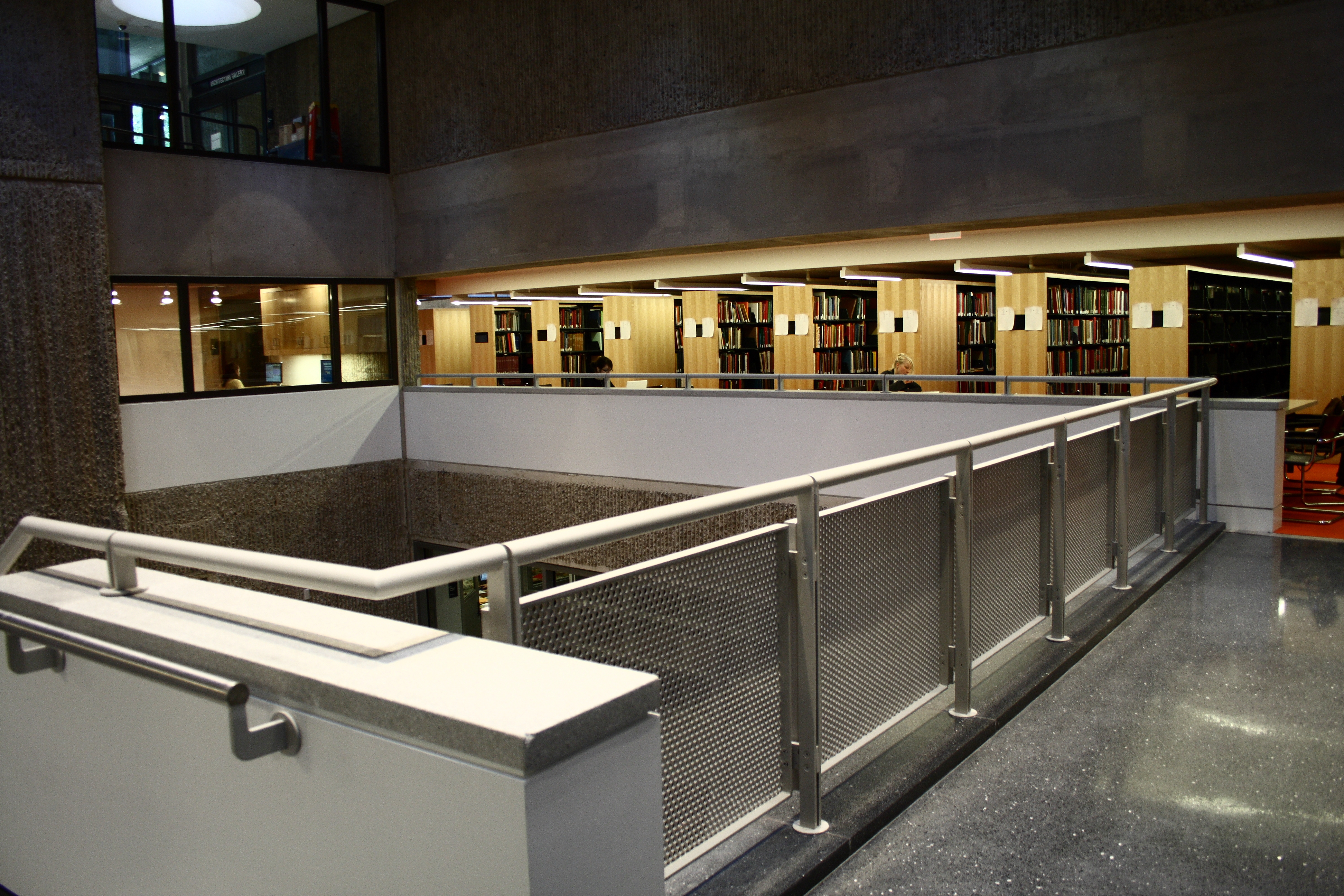
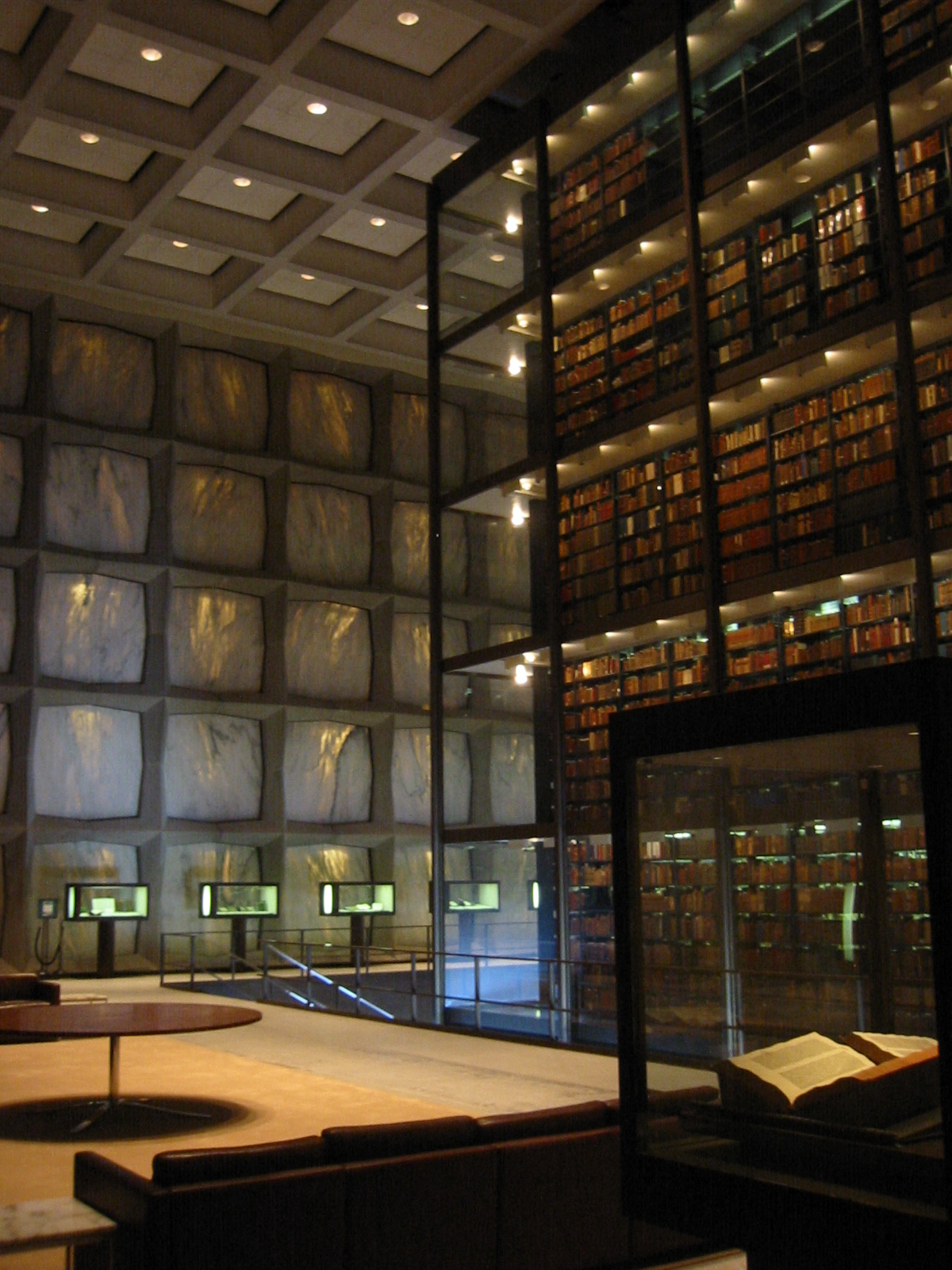